# Gouvernement Gaburici
République de Moldavie
Leancă Streleț
Le gouvernement Gaburici (en roumain : Guvernul Chiril Gaburici) est le gouvernement de la République de Moldavie entre le 18 février et le 30 juillet 2015, durant la neuvième législature du Parlement.

## Coalition et historique

### Formation
Dirigé par le nouveau Premier ministre indépendant Chiril Gaburici, ce gouvernement est constitué par l'Alliance politique pour la Moldavie européenne (APME), formée par le Parti libéral-démocrate de Moldavie (PLDM) et le Parti démocrate de Moldavie (PDM). Ensemble, ils disposent de 42 députés sur 101, soit 41,6 % des sièges du Parlement. Il bénéficie du soutien sans participation du Parti des communistes de la république de Moldavie (PCRM), qui compte 21 députés, soit 20,8 % des élus du Parlement.
Il est formé à la suite des élections législatives 30 novembre 2014.
Il succède ainsi au gouvernement de Iurie Leancă, constitué et soutenu par la Coalition pour un gouvernement proeuropéen (CGPE), qui rassemblait le PLDM, le PDM et le Parti libéral-réformateur (PLR), scission du Parti libéral (PL).
Au cours des élections, le Parti des socialistes de la république de Moldavie (PSRM), clairement pro-Russe, perce en tête des résultats. La CGPE perd sa majorité du fait de l'échec du PLR à maintenir sa représentation parlementaire. Cependant, le résultat final accorde 55 sièges aux partis pro-européens.
Le PLDM, le PDM et le PL entament de difficiles négociations de coalition, qui ne sont toujours pas conclues lorsque s'ouvre la législature. Le démocrate Andrian Candu, ministre de l'Économie du gouvernement sortant, est toutefois élu président du Parlement. Après l'échec des discussions avec les libéraux, les deux autres forces décident de s'associer formant l'APME.
Le 28 janvier 2015, Leancă est sollicité par le président de la République Nicolae Timofti pour former un nouvel exécutif. Il échoue le 12 février lors du vote de confiance, recueillant seulement 42 voix favorables.
À peine trois jours plus tard, le chef de l'État désigne l'homme d'affaires Chiril Gaburici, sans étiquette proposé par le président du PLDM Vlad Filat, comme nouveau Premier ministre. Il présente son gouvernement aux parlementaires le 18 février, qui lui accordent leur confiance avec 60 suffrages favorables.

### Démission
À la suite d'une polémique concernant ses diplômes universitaires, Gaburici annonce le 12 juin 2015 qu'il remet sa démission. Il l'officialise quatre jours plus tard mais la Cour constitutionnelle estime, après avoir été saisie par le président Timofti, qu'elle était effective dès son annonce publique. Le chef de l'État confie le 22 juin l'intérim de la direction de l'exécutif à la ministre des Affaires étrangères Natalia Gherman. Après plus d'un mois de discussions, le PLDM, le PDM et le PL constituent la Troisième Alliance pour l'intégration européenne.
Le 27 juillet, Nicolae Timofti confie à Valeriu Streleț le soin de former un nouveau cabinet. Il y parvient et son gouvernement entre en fonction quatre jours après.

## Composition
- Les nouveaux ministres sont indiqués en gras, ceux ayant changé d'attributions en italique.

| Portefeuille                                                                                    | Nom | Nom                                   | Parti |
| ----------------------------------------------------------------------------------------------- | --- | ------------------------------------- | ----- |
| Premier ministre                                                                                |     | Chiril Gaburici (jusqu'au 22/06/2015) | Aucun |
| Premier ministre                                                                                |     | Natalia Gherman (intérim)             | PLDM  |
| Première Vice-Première ministre Ministre des Affaires étrangères et de l'Intégration européenne |     | Natalia Gherman                       | PLDM  |
| Vice-Premier ministre Ministre de l'Économie                                                    |     | Stéphane Bridé                        | PDM   |
| Vice-Premier ministre                                                                           |     | Victor Osipov                         | PDM   |
| Ministre des Finances                                                                           |     | Anatol Arapu                          | PLDM  |
| Ministre du Développement régional et des Travaux publics                                       |     | Vasile Bîtca                          | PDM   |
| Ministre de l'Agriculture et de l'Industrie agro-alimentaire                                    |     | Ion Sula                              | PLDM  |
| Ministre de l'Environnement                                                                     |     | Sergiu Palihovici                     | PLDM  |
| Ministre de l'Éducation                                                                         |     | Maia Sandu                            | PLDM  |
| Ministre de la Santé                                                                            |     | Mircea Buga                           | PLDM  |
| Ministre du Travail, de la Protection sociale et de la Famille                                  |     | Ruxanda Glavan                        | PDM   |
| Ministre de la Culture                                                                          |     | Monica Babuc                          | PDM   |
| Ministre des Transports et des Infrastructures routières                                        |     | Vasile Botnari                        | PDM   |
| Ministre de la Justice                                                                          |     | Vladimir Grosu                        | PLDM  |
| Ministre de l'Intérieur                                                                         |     | Oleg Balan                            | PLDM  |
| Ministre des Technologies de l'information et des Communications                                |     | Pavel Filip                           | PDM   |
| Ministre de la Défense                                                                          |     | Viorel Cibotaru                       | PLDM  |
| Ministre de la Jeunesse et des Sports                                                           |     | Serghei Afanasenco                    | PDM   |